# Ženy v zahraniční politice

## Úvod
Na rovné zastoupení žen v politice a rozhodování o věcech veřejných lze nahlížet jednak perspektivou spravedlnosti – disponují-li ženy stejnými schopnostmi a vzděláním jako muži, nepředstavuje jejich nedostatek ve veřejných funkcích odpovídající stav, a jednak perspektivou vytváření efektivních politických řešení, tedy takových, která budou odpovídat na požadavky co největší části demokratické společnosti. Taková řešení logicky vznikají mnohem snáze, pokud je do jejich formulace zapojeno co nejvíce skupin této společnosti. Navzdory častým tendencím téma zastoupení žen zlehčovat a umenšovat jeho význam se jedná o aspekt se zásadními důsledky.

## Ženy v zahraniční politice
Jak píše Karen E. Smith, výzkum na téma vlivu zastoupení žen na výstupy (outcomes) zahraniční politiky je limitovaný a jeho závěry jsou navíc nejednoznačné. Podle některých jsou ženy obecně více náchylné k preferenci mírových/nevojenských řešení či feministických politik, to je nicméně zpochybněno jak řadou dalších výzkumů a argumentů, tak empirickým pohledem na politiku některých žen ve vysokých zahraničněpolitických pozicích. Zaujímání pozic v konkrétních otázkách je ovlivněno řadou faktorů, od kterých je vliv genderu obtížné izolovat.
Jakkoli kontraproduktivní je přehnaná generalizace, je neoddiskutovatelné, že vzhledem k přetrvávajícímu zásadnímu vlivu pohlaví/genderu na socializaci od velmi raného věku se ženy ve svých životech setkávají s řadou zkušeností, které jsou genderově specifické. To implikuje, že do politického rozhodování vnáší témata a úhly pohledu, které by při jejich absenci mohly být opomenuty. Zahrnutí ženských hlasů do diskuse neznamená její „obohacení“, nýbrž představuje nezbytný předpoklad toho, že tato diskuse bude plnohodnotná.
To se projevuje např. při řešení konfliktů a postkonfliktní stabilizaci či v otázkách mezinárodního rozvoje. Rovnoprávnost mezi muži a ženami a adekvátní zahrnutí žen do rozhodovacích pozic spolu s jejich ekonomickou aktivitou podle výzkumů vede ke zvýšení ekonomické prosperity.  Posílení role žen a jejich adekvátní zapojení do rozhodovacích procesů má pozitivní důsledky v oblasti bezpečnosti států, rozvoje a hospodářské situace, snižování míry korupce[5] a posilování stability a demokracie.

## Ženy a mezinárodní politika
Zahraniční politika a s ní související politiky bezpečnostní, obranná, obchodní atd. nepředstavovaly primární oblast řešení otázek rovného zastoupení žen, jakkoli byly tyto otázky na mezinárodní úrovni v obecné rovině předmětem např. Úmluvy o odstranění všech forem diskriminace žen (Convention on the Elimination of All Forms of Discrimination Against Women) z roku 1979 nebo Pekingské deklarace a akční platformy (Beijing Declaration and Platform for Action) z roku 1995. Ty se zaměřovaly na principy a kroky k jejich realizaci, které se signatářské státy zavázaly podniknout v rámci svého domácího prostředí s cílem zamezit diskriminaci žen, resp. odstranit překážky pro účast žen ve všech oblastech veřejného i soukromého života.
V roce 2000 došlo prostřednictvím Rezoluce Rady bezpečnosti OSN č. 1325 ke vzniku agendy Ženy, mír a bezpečnost (Women, peace and security, WPS), jejíž obsah se přímo dotýká oblasti vnějších politik. Jejím cílem je zvýšení účasti žen při rozhodovacích procesech týkajících se řešení konfliktů, jejich prevence a postkonfliktní rekonstrukce a zabránění porušování práv žen s důrazem na prevenci sexuálního násilí. Rezoluce reagovala na skutečnost, že ačkoli účast žen při prevenci a řešení konfliktů je často omezená, jsou to právě ony, kdo bývá jejich průběhem nejvíce negativně zasažen.
Ve druhé dekádě 21. století se k hodnotám prosazování genderové rovnosti ve formulaci, výkonu i obsahu svých zahraničních politik přihlásila řada států i ve svých zahraničních politikách. Nejviditelnějším byl pravděpodobně případ Švédska, které se v roce 2014 pod vedením ministryně zahraničních věcí Margot Wallström přihlásilo k principům feministické zahraniční politiky. Jeho příklad pak následovala Kanada v roce 2017, Francie, Lucembursko či Mexiko v roce 2019.
Koncept feministické zahraniční politiky se v různých pojetích liší. Obecně lze říct, že navzdory svému názvu klade důraz na to, aby do zahraniční politiky byly adekvátně zapojeny nejen ženy, ale i další skupiny, které jsou v tradičně dominujícím pojetí mezinárodní politiky, formulovaném v pojmech moci a vojenské síly, marginalizované, přestože jsou často negativně ovlivněny jejími dopady. V pojetí Švédska se jedná o „pracovní metodu a perspektivu“ vycházející ze závazku posilovat při realizaci zahraniční politiky práva (rights) všech žen a dívek, jejich zastoupení (representation) a zdroje (resources) a přitom brát v úvahu různou realitu (reality), ve které žijí. Cílem švédské feministické zahraniční politiky je změna struktur a posílení viditelnosti žen a dívek coby aktérek procesů v mezinárodním prostředí. Jakkoli těžiště feministické zahraniční politiky tkví v aktivitách a politikách směrem ven, tedy ve vlastním obsahu zahraniční politiky, ideje obsažené v konceptu zahraniční politiky úzce souvisí i s výše zmíněným domácím nastavením zahraničněpolitického aparátu – účast žen na tvorbě a výkonu zahraniční politiky přispěje k reprezentativnosti a kvalitě jejích výstupů.

## Zastoupení žen v české zahraniční politice
Asociace pro mezinárodní otázky dlouhodobě věnuje pozornost zastoupení žen v české zahraniční politice a míře jejich zastoupení jak v diskusích o mezinárodněpolitických tématech, tak v samotném výkonu zahraniční politiky. Jak naznačují existující přehledy, nebylo zastoupení žen v institucích relevantních pro českou zahraniční, bezpečnostní a evropskou politiku v polistopadové historii České republiky nikdy nijak vysoké. V České republice doposud žena nezastávala post prezidentky, předsedkyně vlády či ministryně zahraničních věcí. Ministryně obrany měla ČR tři, ministryni průmyslu a obchodu jednu. Na Ministerstvu zahraničních věcí aktuálně působí ze sedmi náměstků dvě ženy na pozicích náměstkyň, obě nicméně jako náměstkyně člena vlády bez odpovědnosti za řízení konkrétní sekce ministerstva. Na Ministerstvu obrany působí náměstkyně tři z celkových devíti, na Ministerstvu průmyslu a obchodu jsou z osmi náměstků ženy tři. Milena Hrdinková je aktuálně z dosavadních čtyř osob na pozici tajemníka pro evropské záležitosti jedinou ženou. Mezi českými poslanci najdeme 22,5 % žen a mezi senátory 14,8 %. Z osmnácti členů zahraničního výboru PSP jsou dvě ženy, stejně jako ve výboru pro evropské záležitosti a v obranném výboru. Mezi členy senátního výboru pro zahraniční věci, obranu a bezpečnost nejsou ženy zastoupeny vůbec, stejně jako mezi členy senátního výboru pro záležitosti Evropské unie. Mezi jednadvaceti členy Evropského parlamentu je aktuálně 7 žen. Nedostatečné zastoupení žen ve volených funkcích jde samozřejmě na vrub i jejich nevyváženého zastoupení na kandidátkách a v orgánech politických stran.